# Asian Le Mans Series 2016/17
Die Asian-Le-Mans-Series-Saison 2016/17 ist die sechste Saison der Asian Le Mans Series. Die Saison begann am 30. Oktober 2016 in Zhuhai und endete am 22. Januar 2017 in Sepang. Es wurden vier Veranstaltungen ausgetragen.

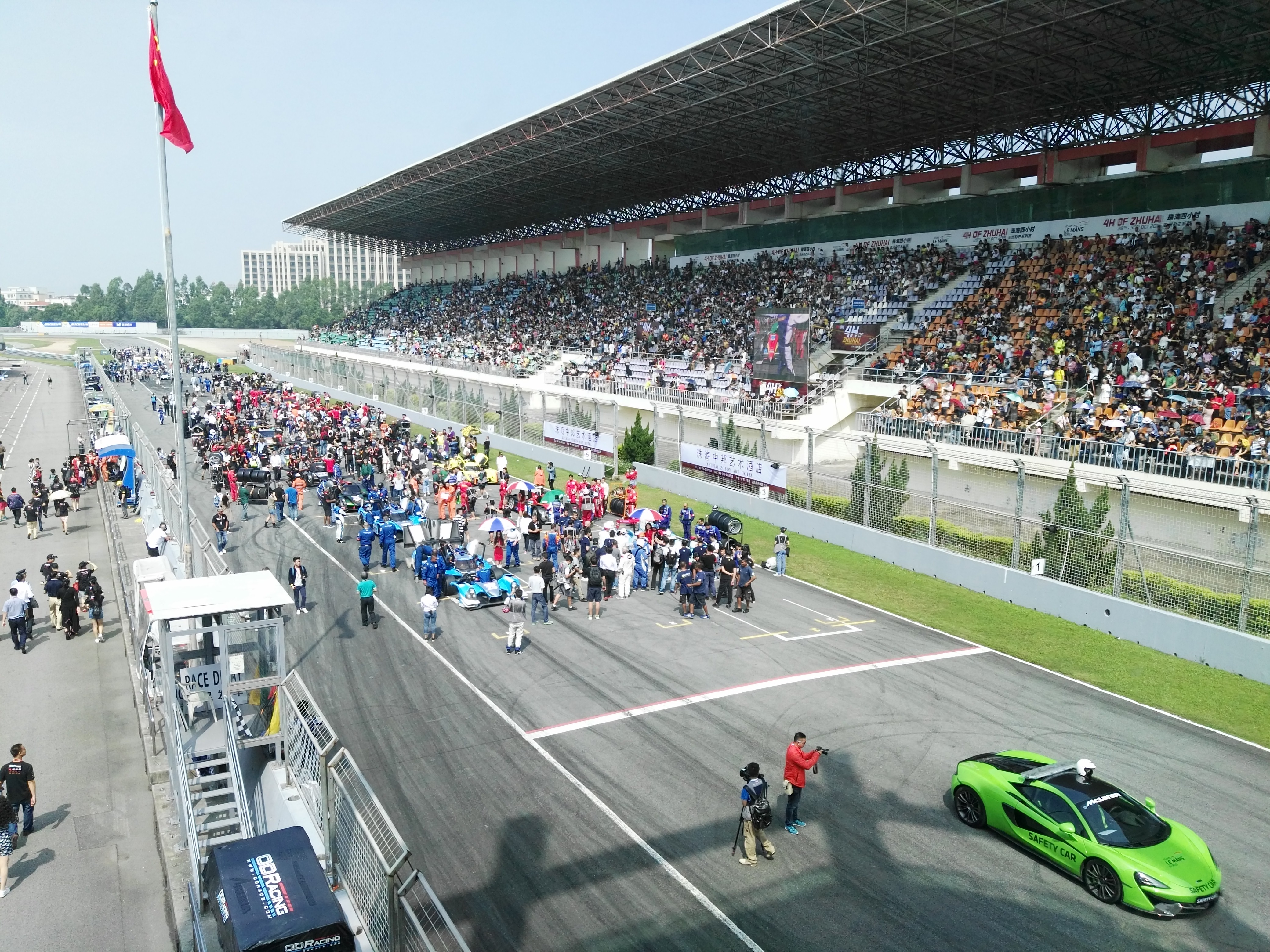
Bild der Startaufstellung vor dem Start des 4-Stunden-Rennen von Zhuhai 2017.

## Teams und Fahrer

### LMP2
| Team                  | Fahrzeug     | Motor                  | Reifen | Nr. | Fahrer           | Rennen |
| --------------------- | ------------ | ---------------------- | ------ | --- | ---------------- | ------ |
| Race Performance      | Oreca 03R    | Judd HK 3.6 L V8       | M      | 08  | Giorgio Maggi    | 1-4    |
| Race Performance      | Oreca 03R    | Judd HK 3.6 L V8       | M      | 08  | Struan Moore     | 1-4    |
| Race Performance      | Oreca 03R    | Judd HK 3.6 L V8       | M      | 08  | Fabian Schiller  | 2-4    |
| Algarve Pro Racing    | Ligier JS P2 | Judd HK 3.6 L V8       | M      | 24  | Tacksung Kim     | 1-4    |
| Algarve Pro Racing    | Ligier JS P2 | Judd HK 3.6 L V8       | M      | 24  | Matt McMurry     | 1      |
| Algarve Pro Racing    | Ligier JS P2 | Judd HK 3.6 L V8       | M      | 24  | Andrea Roda      | 1      |
| Algarve Pro Racing    | Ligier JS P2 | Judd HK 3.6 L V8       | M      | 24  | Mark Patterson   | 2-4    |
| Algarve Pro Racing    | Ligier JS P2 | Judd HK 3.6 L V8       | M      | 24  | Jonathan Hirschi | 2      |
| Algarve Pro Racing    | Ligier JS P2 | Judd HK 3.6 L V8       | M      | 24  | Michael Munemann | 3-4    |
| Algarve Pro Racing    | Ligier JS P2 | Nissan VK45DE 4.5 L V8 | M      | 25  | Andrea Pizzitola | 1-4    |
| Algarve Pro Racing    | Ligier JS P2 | Nissan VK45DE 4.5 L V8 | M      | 25  | Michael Munemann | 1-2    |
| Algarve Pro Racing    | Ligier JS P2 | Nissan VK45DE 4.5 L V8 | M      | 25  | Andrea Roda      | 2-4    |
| Algarve Pro Racing    | Ligier JS P2 | Nissan VK45DE 4.5 L V8 | M      | 25  | Nicky Catsburg   | 1      |
| Algarve Pro Racing    | Ligier JS P2 | Nissan VK45DE 4.5 L V8 | M      | 25  | Matt McMurry     | 3      |
| Algarve Pro Racing    | Ligier JS P2 | Nissan VK45DE 4.5 L V8 | M      | 25  | Aidan Read       | 4      |
| Jackie Chan DC Racing | Oreca 03R    | Nissan VK45DE 4.5 L V8 | M      | 35  | Gustavo Menezes  | 1-4    |
| Jackie Chan DC Racing | Oreca 03R    | Nissan VK45DE 4.5 L V8 | M      | 35  | Ho-Pin Tung      | 1-4    |
| Jackie Chan DC Racing | Oreca 03R    | Nissan VK45DE 4.5 L V8 | M      | 35  | Thomas Laurent   | 2-4    |

### LMP3
| Team                       | Fahrzeug          | Motor                | Reifen | Nr. | Fahrer             | Rennen |
| -------------------------- | ----------------- | -------------------- | ------ | --- | ------------------ | ------ |
| Jackie Chan DC Racing      | Ligier JS P3      | Nissan VK50 5.0 L V8 | M      | 01  | David Cheng        | 1-4    |
| Jackie Chan DC Racing      | Ligier JS P3      | Nissan VK50 5.0 L V8 | M      | 01  | James Winslow      | 1-4    |
| Jackie Chan DC Racing      | Ligier JS P3      | Nissan VK50 5.0 L V8 | M      | 01  | Pun Jun Jin        | 1      |
| Jackie Chan DC Racing      | Ligier JS P3      | Nissan VK50 5.0 L V8 | M      | 01  | Hiroki Yoshida     | 2-4    |
| ARC Bratislava             | Ginetta-Juno LMP3 | Nissan VK50 5.0 L V8 | M      | 04  | Darren Burke       | 1-4    |
| ARC Bratislava             | Ginetta-Juno LMP3 | Nissan VK50 5.0 L V8 | M      | 04  | Miroslav Konôpka   | 1-3    |
| ARC Bratislava             | Ginetta-Juno LMP3 | Nissan VK50 5.0 L V8 | M      | 04  | Mike Simpson       | 1-3    |
| ARC Bratislava             | Ginetta-Juno LMP3 | Nissan VK50 5.0 L V8 | M      | 04  | Konstantins Calko  | 4      |
| ARC Bratislava             | Ginetta-Juno LMP3 | Nissan VK50 5.0 L V8 | M      | 07  | Neale Muston       | 1-4    |
| ARC Bratislava             | Ginetta-Juno LMP3 | Nissan VK50 5.0 L V8 | M      | 07  | Konstantins Calko  | 1-3    |
| ARC Bratislava             | Ginetta-Juno LMP3 | Nissan VK50 5.0 L V8 | M      | 07  | Miroslav Konôpka   | 4      |
| ARC Bratislava             | Ginetta-Juno LMP3 | Nissan VK50 5.0 L V8 | M      | 07  | Mike Simpson       | 3-4    |
| Tockwith Motorsports       | Ligier JS P3      | Nissan VK50 5.0 L V8 | M      | 26  | Philip Hanson      | 1-4    |
| Tockwith Motorsports       | Ligier JS P3      | Nissan VK50 5.0 L V8 | M      | 26  | Nigel Moore        | 1-4    |
| PS Racing                  | ADESS-03          | Nissan VK50 5.0 L V8 | M      | 48  | Angelo Negro       | 1-2    |
| PS Racing                  | ADESS-03          | Nissan VK50 5.0 L V8 | M      | 48  | Louis Prette       | 1-2    |
| PS Racing                  | ADESS-03          | Nissan VK50 5.0 L V8 | M      | 48  | Philippe Prette    | 1-2    |
| PRT Racing                 | Ginetta-Juno LMP3 | Nissan VK50 5.0 L V8 | M      | 67  | Ate de Jong        | 1-4    |
| PRT Racing                 | Ginetta-Juno LMP3 | Nissan VK50 5.0 L V8 | M      | 67  | Charlie Robertson  | 1-4    |
| PRT Racing                 | Ginetta-Juno LMP3 | Nissan VK50 5.0 L V8 | M      | 67  | Martin Rump        | 1-2    |
| Aylezo Ecotint Racing      | Ginetta-Juno LMP3 | Nissan VK50 5.0 L V8 | M      | 69  | Zen Low            | 1-4    |
| Aylezo Ecotint Racing      | Ginetta-Juno LMP3 | Nissan VK50 5.0 L V8 | M      | 69  | Weiron Tan         | 1-4    |
| Aylezo Ecotint Racing      | Ginetta-Juno LMP3 | Nissan VK50 5.0 L V8 | M      | 69  | Giacomo Barri      | 1      |
| Aylezo Ecotint Racing      | Ginetta-Juno LMP3 | Nissan VK50 5.0 L V8 | M      | 69  | Riki Christodoulou | 2-4    |
| G-Print by Triple 1 Racing | Ligier JS P3      | Nissan VK50 5.0 L V8 | M      | 85  | Hanss Lin          | 1-4    |
| G-Print by Triple 1 Racing | Ligier JS P3      | Nissan VK50 5.0 L V8 | M      | 85  | Julia Acosta       | 1      |
| G-Print by Triple 1 Racing | Ligier JS P3      | Nissan VK50 5.0 L V8 | M      | 85  | Shaun Thong        | 2-4    |
| G-Print by Triple 1 Racing | Ligier JS P3      | Nissan VK50 5.0 L V8 | M      | 85  | Ryuichirou Ohtsuka | 3      |
| FIST-Team AAI              | Adess 03          | Nissan VK50 5.0 L V8 | M      | 93  | Tatsuya Tanigawa   | 4      |
| FIST-Team AAI              | Adess 03          | Nissan VK50 5.0 L V8 | M      | 93  | Ryohei Sakaguchi   | 4      |
| FIST-Team AAI              | Adess 03          | Nissan VK50 5.0 L V8 | M      | 93  | Huanh Chi          | 4      |
| Wineurasia                 | Ligier JS P3      | Nissan VK50 5.0 L V8 | M      | 99  | William Lok        | 1-4    |
| Wineurasia                 | Ligier JS P3      | Nissan VK50 5.0 L V8 | M      | 99  | Richard Bradley    | 1      |
| Wineurasia                 | Ligier JS P3      | Nissan VK50 5.0 L V8 | M      | 99  | Philippe Descombes | 1      |
| Wineurasia                 | Ligier JS P3      | Nissan VK50 5.0 L V8 | M      | 99  | Scott Andrews      | 2-4    |
| Wineurasia                 | Ligier JS P3      | Nissan VK50 5.0 L V8 | M      | 99  | Aidan Read         | 2-4    |
| Wineurasia                 | Ligier JS P3      | Nissan VK50 5.0 L V8 | M      | 99  | Devon Modell       | 4      |

### CN
| Team      | Fahrzeug    | Motor          | Reifen | Nr. | Fahrer               | Rennen |
| --------- | ----------- | -------------- | ------ | --- | -------------------- | ------ |
| PS Racing | Ligier JS53 | Honda 2.0 L I4 | M      | 68  | Kenji Abe            | 1      |
| PS Racing | Ligier JS53 | Honda 2.0 L I4 | M      | 68  | Akihiro Asai         | 1      |
| PS Racing | Ligier JS53 | Honda 2.0 L I4 | M      | 68  | Qin Tianqi           | 1      |
| PS Racing | Ligier JS53 | Honda 2.0 L I4 | M      | 68  | Tira Sosothikul      | 3      |
| PS Racing | Ligier JS53 | Honda 2.0 L I4 | M      | 68  | Medhapan Sundaradeja | 3      |

### GT
| Team                       | Fahrzeug                | Reifen | Nr. | Fahrer                | Rennen  |
| -------------------------- | ----------------------- | ------ | --- | --------------------- | ------- |
| Absolute Racing            | Audi R8 LMS             | M      | 02  | Cheng Congfu          | 1       |
| Absolute Racing            | Audi R8 LMS             | M      | 02  | Steven Lin            | 1       |
| Absolute Racing            | Audi R8 LMS             | M      | 02  | Alessio Picariello    | 1       |
| DH Racing                  | Ferrari 488 GT3         | M      | 03  | Olivier Beretta       | 1-4     |
| DH Racing                  | Ferrari 488 GT3         | M      | 03  | Rino Mastronardi      | 1-4     |
| DH Racing                  | Ferrari 488 GT3         | M      | 03  | Alex Riberas          | 1-4     |
| DH Racing                  | Ferrari 488 GT3         | M      | 05  | Michele Rugolo        | 1-4     |
| DH Racing                  | Ferrari 488 GT3         | M      | 05  | Frédéric Vervisch     | 1       |
| DH Racing                  | Ferrari 488 GT3         | M      | 05  | Chaoyin Wei           | 1       |
| DH Racing                  | Ferrari 488 GT3         | M      | 05  | Stéphane Lémere       | 2-4     |
| DH Racing                  | Ferrari 488 GT3         | M      | 05  | Matthieu Vaxivière    | 2-4     |
| VS Racing                  | Lamborghini Huracán GT3 | M      | 06  | Kei Cozzolino         | 1-3     |
| VS Racing                  | Lamborghini Huracán GT3 | M      | 06  | Corey Lewis           | 1-3     |
| VS Racing                  | Lamborghini Huracán GT3 | M      | 06  | Adrian Zaugg          | 1       |
| VS Racing                  | Lamborghini Huracán GT3 | M      | 06  | Yuhi Sekiguchi        | 2-3     |
| FFF Racing by ACM          | Lamborghini Huracán GT3 | M      | 10  | Matthew Bell          | 1-3     |
| FFF Racing by ACM          | Lamborghini Huracán GT3 | M      | 10  | Hiroshi Hamaguchi     | 1-3     |
| FFF Racing by ACM          | Lamborghini Huracán GT3 | M      | 10  | Andrea Caldarelli     | 1-2     |
| FFF Racing by ACM          | Lamborghini Huracán GT3 | M      | 10  | Vitantonio Liuzzi     | 3       |
| Team Audi Korea            | Audi R8 LMS             | M      | 31  | You Kyong-Ouk         | 2-4     |
| Team Audi Korea            | Audi R8 LMS             | M      | 31  | Marchy Lee            | 2-4     |
| Team Audi Korea            | Audi R8 LMS             | M      | 31  | Alex Yoong            | 2-4     |
| Team BBT                   | Ferrari 488 GT3         | M      | 37  | Anthony Liu           | 1-4     |
| Team BBT                   | Ferrari 488 GT3         | M      | 37  | Alessandro Pier Guidi | 1-4     |
| Team BBT                   | Ferrari 488 GT3         | M      | 37  | Davide Rizzo          | 1-4     |
| Spirit of Race             | Ferrari 488 GT3         | M      | 38  | Rui Águas             | 1-4     |
| Spirit of Race             | Ferrari 488 GT3         | M      | 38  | Marco Cioci           | 1-4     |
| Spirit of Race             | Ferrari 488 GT3         | M      | 38  | Nasrat Muzayyin       | 1-4     |
| KCMG                       | Audi R8 LMS             | M      | 51  | Go Max                | 1-4     |
| KCMG                       | Audi R8 LMS             | M      | 51  | Tetsuya Tanaka        | 1-4     |
| KCMG                       | Audi R8 LMS             | M      | 51  | Toru Tanaka           | 1-4     |
| Clearwater Racing          | Ferrari 488 GT3         | M      | 61  | Matt Griffin          | 1-4     |
| Clearwater Racing          | Ferrari 488 GT3         | M      | 61  | Keita Sawa            | 1-4     |
| Clearwater Racing          | Ferrari 488 GT3         | M      | 61  | Weng Sun Mok          | 1-4     |
| TianShi Racing Team        | Ferrari 488 GT3         | M      | 66  | Christopher Haase     | 1       |
| TianShi Racing Team        | Ferrari 488 GT3         | M      | 66  | Peng Liu              | 1       |
| TianShi Racing Team        | Ferrari 488 GT3         | M      | 66  | Max Wiser             | 1       |
| OD Racing Best Leader Team | McLaren 650S GT3        | M      | 86  | Fairuz Fauzy          | 1-4     |
| OD Racing Best Leader Team | McLaren 650S GT3        | M      | 86  | Jono Lester           | 1-4     |
| OD Racing Best Leader Team | McLaren 650S GT3        | M      | 86  | Tang Chi Lun          | 1       |
| OD Racing Best Leader Team | McLaren 650S GT3        | M      | 86  | Philippe Descombes    | 2       |
| OD Racing Best Leader Team | McLaren 650S GT3        | M      | 86  | Liam Talbot           | 3-4     |
| Team Bentley Absolute      | Bentley Continental GT3 | M      | 88  | Adderly Fong          | 1       |
| Team Bentley Absolute      | Bentley Continental GT3 | M      | 88  | Jeffrey Lee           | 1       |
| Team Bentley Absolute      | Bentley Continental GT3 | M      | 88  | Vincent Wong          | 1       |
| FIST-Team AAI              | BMW M6 GT3              | M      | 90  | Tom Blomqvist         | 1-4     |
| FIST-Team AAI              | BMW M6 GT3              | M      | 90  | Akira Iida            | 1-4     |
| FIST-Team AAI              | BMW M6 GT3              | M      | 90  | Lam Yu                | 1, 2, 4 |
| FIST-Team AAI              | BMW M6 GT3              | M      | 90  | Jesse Krohn           | 3       |
| FIST-Team AAI              | BMW M6 GT3              | M      | 91  | Jun-San Chen          | 1-4     |
| FIST-Team AAI              | BMW M6 GT3              | M      | 91  | Ollie Millroy         | 1-4     |
| FIST-Team AAI              | BMW M6 GT3              | M      | 91  | Xavier Maassen        | 1       |
| FIST-Team AAI              | BMW M6 GT3              | M      | 91  | Philipp Eng           | 2, 4    |
| FIST-Team AAI              | Mercedes-AMG GT3        | M      | 92  | Li Bin                | 1, 2    |
| FIST-Team AAI              | Mercedes-AMG GT3        | M      | 92  | Tatsuya Tanigawa      | 1, 2    |
| FIST-Team AAI              | Mercedes-AMG GT3        | M      | 92  | Huang Chi             | 1       |
| FIST-Team AAI              | Mercedes-AMG GT3        | M      | 92  | Wen He Zhang          | 2       |

### GT Cup
| Team    | Fahrzeug            | Reifen | Nr. | Fahrer            | Rennen |
| ------- | ------------------- | ------ | --- | ----------------- | ------ |
| Team NZ | Porsche 911 GT3 Cup | M      | 77  | John Curran       | 3-4    |
| Team NZ | Porsche 911 GT3 Cup | M      | 77  | Geame Dowsett     | 3-4    |
| Team NZ | Porsche 911 GT3 Cup | M      | 77  | Paul Kanjanapas   | 3      |
| Team NZ | Porsche 911 GT3 Cup | M      | 77  | Will Bamber       | 4      |
| TKS     | Porsche 911 GT3 Cup | M      | 96  | Takuma Aoki       | 2, 4   |
| TKS     | Porsche 911 GT3 Cup | M      | 96  | Shinyo Sano       | 2, 4   |
| TKS     | Porsche 911 GT3 Cup | M      | 96  | Shigeto Nagashima | 2      |
| TKS     | Porsche 911 GT3 Cup | M      | 96  | Takuya Shirasaka  | 4      |

## Rennkalender
Der Rennkalender zur Saison 2016/17 umfasste vier Veranstaltungen. Anders als im Vorjahr wurden alle Rennen nun über die Dauer von 4 Stunden ausgetragen.
| Nr. | Datum            | Rennname / Ort                         | Sieger LMP2                                | Sieger LMP3                                 | Sieger CN | Sieger GT                                         | Sieger GT Cup                             |
| --- | ---------------- | -------------------------------------- | ------------------------------------------ | ------------------------------------------- | --------- | ------------------------------------------------- | ----------------------------------------- |
| 1   | 30. Oktober 2016 | 4-Stunden-Rennen von Zhuhai (Zhuhai)   | Jackie Chan DC Racing                      | Jackie Chan DC Racing                       | -1        | Spirit of Race                                    | -2                                        |
| 1   | 30. Oktober 2016 | 4-Stunden-Rennen von Zhuhai (Zhuhai)   | Gustavo Menezes Ho-Pin Tung                | David Cheng James Winslow Pun Jun Jin       | -1        | Rui Águas Marco Cioci Nasrat Muzayyin             | -2                                        |
| 2   | 4. Dezember 2016 | 4-Stunden-Rennen von Fuji (Fuji)       | Race Performance                           | Tockwith Motorsports                        | -2        | DH Racing                                         | TKS                                       |
| 2   | 4. Dezember 2016 | 4-Stunden-Rennen von Fuji (Fuji)       | Giorgio Maggi Struan Moore Fabian Schiller | Philip Hanson Nigel Moore                   | -2        | Michele Rugolo Stéphane Lémere Matthieu Vaxivière | Takuma Aoki Shinyo Sano Shigeto Nagashima |
| 3   | 8. Januar 2017   | 4-Stunden-Rennen von Buriram (Buriram) | Jackie Chan DC Racing                      | ARC Bratislava                              | -1        | DH Racing                                         | Team NZ                                   |
| 3   | 8. Januar 2017   | 4-Stunden-Rennen von Buriram (Buriram) | Gustavo Menezes Ho-Pin Tung Thomas Laurent | Neale Muston Konstantins Calko Mike Simpson | -1        | Olivier Beretta Rino Mastronardi Alex Riberas     | John Curran Geame Dowsett Paul Kanjanapas |
| 4   | 22. Januar 2017  | 4-Stunden-Rennen von Sepang (Sepang)   | Algarve Pro Racing                         | Tockwith Motorsports                        | -         | Team Audi Korea                                   | TKS                                       |
| 4   | 22. Januar 2017  | 4-Stunden-Rennen von Sepang (Sepang)   | Andrea Pizzitola Andrea Roda Aidan Read    | Philip Hanson Nigel Moore                   | -2        | You Kyong-Ouk Marchy Lee Alex Yoong               | Takuma Aoki Shinyo Sano Takuya Shirasaka  |

1 – Kein Fahrzeug hat Punktberechtigt das Ziel erreicht.

2 – Kein Fahrzeug hat in dieser Klasse teilgenommen.